# Henri Platelle
Henri Platelle, né le 5 avril 1921 à Nomain et mort le 15 mai 2011 à Lille, est un homme d'Église, un historien médiéviste (spécialiste de l'histoire médiévale) et un professeur français.

## Biographie
Henri Platelle, de son nom complet Henri Émile Albert Platelle , est ordonné prêtre en 1946 à Cambrai. Il enseigne de 1949 à 1987 aux Facultés catholiques de Lille et à l'Institut catholique de Paris de 1973 à 1985, après avoir obtenu sa thèse de doctorat à la Sorbonne en 1962.
Il est élu membre associé de l'Académie royale de Belgique le 7 mai 1990 et est fait chevalier de la Légion d'honneur en 2007.

## Publications
- « Chirographes de Tournai retrouvés dans un fonds de la Bibliothèque de Valenciennes », Revue du Nord, 1962, tome 44, n° 174, p. 191-200
- Journal d'un curé de campagne au XVIIe siècle, présentation, édition et notes par Henri Platelle, Paris, Cerf, 1965
- « Cambrai et le Cambrésis au XVe siècle », Revue du Nord, 1976, tome LVIII, p. 349-381
- « Le développement de Valenciennes du Xe au XIIIe siècle : le castrum, les bourgs, les enceintes. Etude topographique », in Mélanges offerts à Paul Lefrancq, Valenciennes, Cercle archéologique et historique de Valenciennes, 1976, p. 21-52
- « Le développement de Valenciennes du Xe au XIIIe siècle. Etude topographique », Revue du Nord, 1977, n° 59, p. 134-135
- Histoire de Valenciennes, Presses universitaires de Lille, 1982
- « L’église corps de péché ? (Xe siècle et première partie du XIe) », in Georges Duby & Robert Mantran (dir.), L'Eurasie — xie-xiiie siècles. Paris , PUF, 1982, p. 139-182
- « Paroisses et vie paroissiale à Valenciennes au Moyen Âge. Quelques perspectives », in Richesses des anciennes églises de Valenciennes, Catalogue de l’exposition du Musée de Valenciennes 20 novembre 1987-28 janvier 1988, Valenciennes, Société des Amis du Musée, 1987, p. 13-19
- « Du « domaine de Valentinus » au comté de Valenciennes (début du XIe siècle) », in La genèse et les premiers siècles des villes médiévales dans les Pays-Bas méridionaux. Un problème archéologique et historique, Bruxelles, Crédit communal, 1990, p. 159-168
- Les exemples du Livre des abeilles. Présentation, traduction et commentaire, Turnhout, Brepols, 1997
- Présence de l'au-delà : une vision médiévale du monde, Presses universitaires du Septentrion, 2004
- Avec Denis Clauzel, Histoire des provinces françaises du Nord. Tome 2, Des principautés à l'empire de Charles Quint (900-1519), Artois Presses Université, 2008